# Bào đồng Đài Loan
Bào đồng Đài Loan, còn gọi là hoàng mao phao đồng (tại Phúc Kiến), mộc đồng mộc (tại Quảng Tây), thu đồng hay bạch bối diệp (tại Hồng Kông), (danh pháp khoa học: Paulownia kawakamii), tiếng Anh thường gọi là sapphire dragon tree, là một loài thực vật thuộc họ Paulowniaceae. Đây là loài đặc hữu của Đài Loan và đông nam Trung Quốc. Nó hiện đang bị đe dọa vì mất môi trường sống. Nó là loài lá sớm rụng và mang nhiều hoa màu tím vào đầu mùa xuân trước khi lá xuất hiện.
Ở Nam California nó hay được bán làm cây tạo cảnh quan đô thị, với lý do đây là một cây có rễ mọc sâu nên ít làm lồi vỉa hè.

## Mô tả
Cây gỗ, cao 6–12 m; tán lá hình tán. Thân cây ngắn. Cành non màu xám nâu, có mô xốp hình hột đậu rõ nét. Phiến lá hình tim, tới 8 cm, có lông tuyến dính, mép lá nguyên hay 3-5 thùy hoặc góc cạnh, đỉnh nhọn. Cụm hoa hình nón rộng, đến 1 m; xim hoa thường 3 hoa, có lông măng nâu vàng; cuống cụm hoa không có hoặc dưới 1,2 cm. Cuống hoa đến 1,2 cm. Đài hoa có gờ rõ nét, có lông măng; thùy dài hơn 1/2 chiều dài đài hoa, hình trứng hẹp, mép xanh lục rõ nét, nhọn đỉnh. Tràng hoa màu tím nhạt đến tía lam, gần hình chuông, kích thước 3-5 X 3–4 cm, mặt ngoài có lông tuyến. Nhị 1-1,5 cm. Bầu nhụy có tuyến. Đầu nhụy khoảng 1,4 cm. Quả nang hình trứng, kích thước 2,5–4 cm, đỉnh có mỏ ngắn; vỏ quả ngoài dày dưới 1 mm; đài bền tỏa tia, các thùy thường uốn ngược mạnh. Hạt thuôn dài, 3–4 mm gồm cả cánh. Ra hoa tháng 4-5, tạo quả tháng 8-9.

## Môi trường sống
Cây bụi, rừng, đất bỏ hoang; ở cao độ 200-1.500 m. Có tại Trung Quốc (các tỉnh Phúc Kiến, Quảng Đông, Quảng Tây, Quý Châu, Hồ Bắc, Hồ Nam, Giang Tây, Chiết Giang) và Đài Loan.

## Hình ảnh

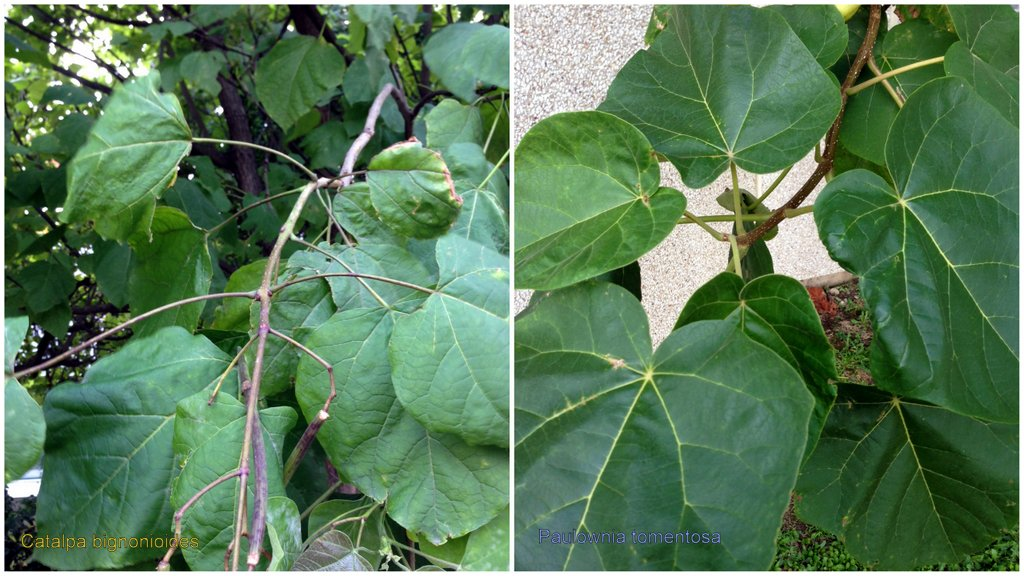
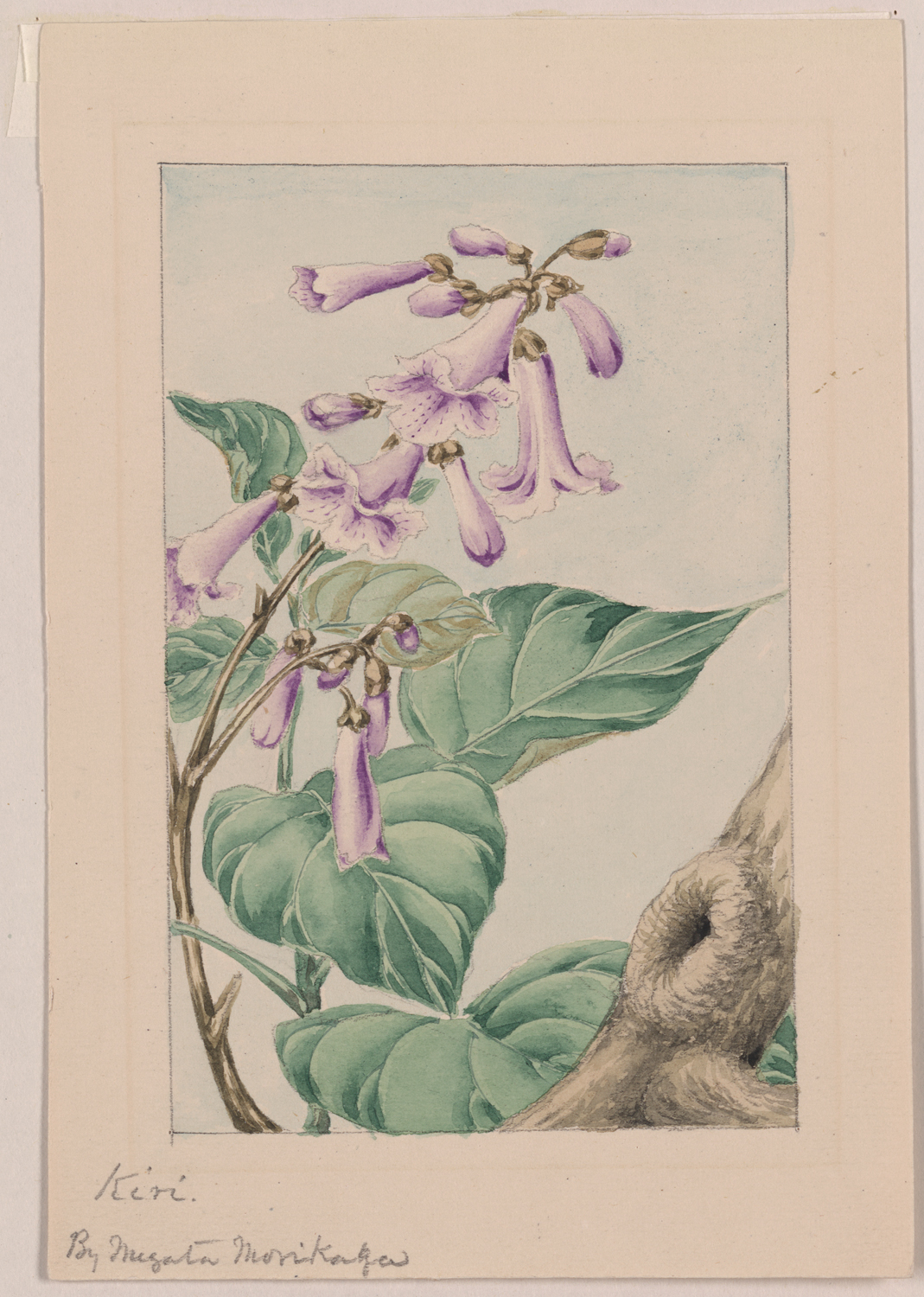